# Liste der Monuments historiques in Scorbé-Clairvaux
Die Liste der Monuments historiques in Scorbé-Clairvaux führt die Monuments historiques in der französischen Gemeinde Scorbé-Clairvaux auf.

## Liste der Bauwerke
| Bezeichnung               | Beschreibung                           | Standort | Kennzeichnung | Schutzstatus   | Datum     | Bild |
| ------------------------- | -------------------------------------- | -------- | ------------- | -------------- | --------- | ---- |
| Schloss Clairvaux         | Erbaut ab dem 15. Jahrhundert          | (Lage)   | PA00105724    | Inscrit/Classé | 1928/1929 |      |
| Ehemaliges Priorat        | Erbaut im 16. Jahrhundert              | (Lage)   | PA00105728    | Inscrit        | 1929      |      |
| Kirche St-Hilaire         | Erbaut im 12./13. Jahrhundert          | (Lage)   | PA00132788    | Inscrit        | 1994      |      |
| Château des Robinières    | Schloss, erbaut im 16./17. Jahrhundert | (Lage)   | PA00105726    | Inscrit        | 1984      |      |
| Château du Haut-Clairvaux | Schloss, erbaut im 12./13. Jahrhundert | (Lage)   | PA00105725    | Classé         | 1926      |      |
| Markthalle                | Erbaut im 18. Jahrhundert              | (Lage)   | PA00105727    | Inscrit        | 1967      |      |